# Malik az-Zahir
Malik aẓ-Ẓāhir war ein Sultan, der im 14. Jahrhundert das Sultanat Samudera Pasai regierte.

## Leben
Über sein Leben bzw. die Zeit 1345–1346 ist einiges unklar bzw. umstritten. Er wurde dem Bericht (Riḥla) des Reisenden Ibn Battūta zufolge von ihm besucht, der sich 15 Tage bei dem Herrscher aufhielt. Aus Ibn Battūtas Reisenotizen geht in etwa – und grob zusammengefasst – hervor, dass Sultan Malik az-Zahir ein Anführer gewesen sei, der von seinem Volk hoch geachtet wurde und auch eine Rolle als Kommandeur bei der Unterordnung der Regionen um sein Sultanat spielte. Der Sultan halte an der schafi‘itischen Denkschule (madhhab) fest, sei gläubig im Gottesdienst und verfüge über einen Beirat, der aus hochrangigen Beamten und Ulama bestünde. Der Sultan könne fließend Arabisch sprechen und sei in seinem täglichen Leben einfach.

Die Autorin Aglaia Iankovskaia weist darauf hin, es sei 

„not impossible that someone else, perhaps Ahmad’s father and Malik az-Zahir’s son or brother, might have ruled the sultanate in the 1340s when Ibn Baṭṭūṭa visited it. Alternatively, the traveller might have never been in Sumatra, but someone else might have met Muhammad Malik az-Zahir before 1326.“

Das Buch von Susanto Zuhdi über die Geschichte von Pasai beispielsweise sieht die Herrscherfolge der Zeit so: Sultan Muhammad Malik az-Zahir (1297–1326), Sultan Mahmud Malik az-Zahir (1326–1345), Sultan Mansyur Malik az-Zahir (1326– … ?).
1292 hatten muslimische Kaufleute aus Gujarat, Indien, den Islam in Samudera eingeführt.